# Lista över mexikanska filmer från 1973
Detta är en lista över filmer producerade i Mexiko år 1973. 

## Mexikanska filmer från 1973
| Titel                                   | Regissör                                     | Skådespelare                                                                              | Genre              | Extra information           |
| --------------------------------------- | -------------------------------------------- | ----------------------------------------------------------------------------------------- | ------------------ | --------------------------- |
| Adiós, amor...                          | Abel Salazar                                 | Julio Alemán, Saby Kamalich, Marilú Elízaga, Jorge Russek, Armando Sáenz, Eduardo Sobrino | Romantisk thriller |                             |
| Adiós, New York, adiós                  | Damian Roja                                  | Andrés García, Blanca Sánchez                                                             |                    |                             |
| Agonía en tres tiempos                  |                                              |                                                                                           |                    |                             |
| Ahora sí, chin                          |                                              |                                                                                           |                    |                             |
| Fé, Esperanza y Caridad                 | Alberto Bojorquez, Luis Alcoriza, Jorge Fons | Katy Jurado, Sara García, Fabiola Falcon, Milton Rodrigues                                |                    |                             |
| El Profeta Mimí                         | José Estrada                                 | Ignacio López Tarso, Ana Martín                                                           |                    |                             |
| Pobre, pero honrada!                    | Fernando Cortés                              | La India Maria, Fernando Soler, Norma Lazareno, Ángel Garasa                              |                    |                             |
| Los Cachorros                           | Jorge Fons                                   | José Alonso, Helena Rojo                                                                  |                    |                             |
| El Monasterio de los Buitres            | Francisco del Villar                         | Enrique Lizalde, Enrique Álvarez Félix, Irma Serrano                                      |                    |                             |
| La Montaña Sagrada                      | Alejandro Jodorowsky                         | Alejandro Jodorowsky                                                                      |                    |                             |
| Santo vs. los asesinos de otros mundos  | Rubén Galindo                                | Santo, Sasha Montenegro, Marco Antonio Campos "Viruta"                                    |                    |                             |
| Tu camino y el mio                      | Chano Urueta                                 | Vicente Fernández, Blanca Sánchez, Fernando Soto "Mantequilla", Gregorio Casal            |                    |                             |
| Llanto, risas y nocaut                  | Julio Aldama                                 | Rubén Olivares, Rafael Herrera, Sergio Ramos "El Comanche", Raúl Macías                   |                    |                             |
| El sonambulo                            | Miguel Morayta                               | Capulina, Alicia Encinas                                                                  |                    |                             |
| Capulina contra las momias              | Alfredo Zacarias                             | Capulina, Jacqueline Voltaire, Freddy Fernández, Enrique Pontón                           |                    |                             |
| El castillo de las momias de Guanajuato | Tito Novaro                                  | Superzan, Blue Angel, Tinieblas, Zulma Faiad                                              |                    | samproduktion med Guatemala |
| La yegua colorada                       | Mario Hernández                              | Antonio Aguilar, Flor Silvestre, Susana Dosamantes, Narciso Busquets, Cornelio Reyna      |                    |                             |
| Reed: Insurgent Mexico                  | Paul Leduc                                   |                                                                                           |                    |                             |
| Superzan y el niño del espacio          | Rafael Lanuza                                | Superzan, Claudio Lanuza                                                                  |                    | Filmad i Guatemala.         |